# Борис (Ґудзяк)
Бори́с Ґудзя́к (нар. 24 листопада 1960, Сірак'юс, штат Нью-Йорк, США) — митрополит Української греко-католицької церкви, голова Філадельфійської архиєпархії в США, громадський діяч, провідний науковець у галузі церковної історії, президент Українського католицького університету. У 2015 році став кавалером Ордену Почесного легіону.
Член Пласту, належить до куреня «Орден Хрестоносців». З 2000 року — дійсний член НТШ, секція суспільних наук.
Член Українського ПЕН.

## Життєпис
Народився в родині українських еміґрантів родом із Львівщини. Закінчив католицьку середню школу, Академію християнських братів, а також Школу українознавства ім. Лесі Українки в місті Сірак'юс. Навчався в Сиракузькому університеті, Університеті папи Урбана в Римі, Папському східному інституті. Учень Патріарха Йосифа Сліпого.

#### Наукові дослідження
Проходив стажування при Колегії Святої Софії в Римі (1980—1983) — церковна історія та візантійська літургіка; у Віденському університеті (1985) — літня програма вивчення німецької мови; у  Ягеллонському університеті (1986) — літня програма вивчення польської мови; у Київському державному університеті та при Інституті літератури АН УРСР (1988) — українська мова та лінгвістика.
У 1990 році був співголовою Організаційного комітету з'їзду «Українська молодь — Христові» у Львові.
У 1992 році здобув ступінь доктора славістики і візантиністики у Гарвардському університеті. Того ж року приїхав до України і заснував Інститут історії церкви.

#### Священнича діяльність
1993 року очолив комісію з відновлення Львівської богословської академії. 1998 року прийняв тайну священства. 2000 року був інавгурований на ректора Львівської богословської академії.
21 липня 2012 року призначений апостольським екзархом для українців греко-католиків Франції, Швейцарії та країн Бенілюксу.
26 серпня 2012 року в архікатедральному Соборі святого Юра у Львові відбулась архієрейська хіротонія отця Бориса Ґудзяка, яку очолив Блаженніший патріарх Святослав (Шевчук).
19 січня 2013 року папа Бенедикт XVI підніс апостольський екзархат Франції до рівня єпархії з назвою Єпархія святого Володимира Великого і Борис Ґудзяк став її першим єпископом.
18 лютого 2019 року папа Франциск призначив владику Бориса Ґудзяка Архиєпископом-Митрополитом Філадельфійським УГКЦ в США.
4 червня 2019 року відбулась інтронізація в катедрі Непорочного зачаття у Філадельфії.

## Наукова, редакторська, викладацька та адміністративна діяльність
Автор і редактор книг та статей на церковно-історичну, духовну, богословську тематику різними мовами, а також текстів про сучасне церковне життя, розвиток і реформу вищої освіти, духовність архітектури та з інших актуальних питань громадського, соціального, культурного й політичного життя. Найбільша праця — «Київська митрополія, Царгородський патріархат і генеза Берестейської унії».
Співзасновник і співредактор збірника статей із церковної історії «Ковчег» (1993). Член Редакційної ради журналу «Logos: A Journal of Eastern Christian Studies» Ottawa, Canada (1994). Редактор серії видань матеріалів «Берестейських читань» (1995). Член Наукової ради журналу «Oecumanica Civitas Rivista del Centro di documentazione del Movimento Ecumenico Italiano» у Ліворно, Italia (2001). Науковий редактор перекладу книги Івана Павла ІІ «Пам'ять та ідентичність» (2005).
Організував велику кількість міжнародних наукових конференцій, зокрема: «Церква, культура та політика в ранньо-новітній та новітній Україні» (у рамках ІІ Міжнародного конґресу україністів: Львів, 1993); «Біографічний метод соціологічних дослідженнях» (Львів, 1994); «Митрополит Андрей Шептицький» (до 50-ї річниці з дня смерті митрополита, Київ-Львів, 1994).
Ініціатор і організатор «Берестейських читань», що передбачали проведення 18 одноденних наукових конференцій у різних містах України та Польщі за участю провідних українських та закордонних вчених про історичне тло і спадщину Берестейської унії в XVI—XVII ст. (1994—1996; 4 томи матеріалів цих конференцій уже вийшли друком і ще два з'являться незабаром).
З 1990-х співпрацював із НТШ, зокрема з Львівським осередком, де друкував свої праці в Записках НТШ.
У 1995—2001 роках — координатор української групи міжнародного проєкту «Aufbruck»: порівняльне дослідження наслідків тоталітаризму для Католицької Церкви у десяти країнах Центральної та Східної Європи.
1996 року — Голова Українського Комітету Міжнародної Асоціації Порівняльної церковної історії (Ukrainian Committee of International Association for Comparative Church History).
У 1999—2000 роках — професор церковної історії Українського Вільного Університету в Мюнхені. 2000 — дотепер — член ректорської Асоціації Європейських Католицьких Університетів. 2001 року — консультант Конґреґації Східних церков в Римі, Італія. У 1995—2000 роках — віце-ректор, а у 2000—2002 роках — ректор відновленої Львівської Богословської академії. У 2002—2013 роках — Ректор Українського католицького університету (УКУ). З 2013 року — Президент УКУ.

## Наукові праці
- Історія відокремлення: Київська митрополія, Царгородський патріархат і генеза Берестейської унії // Ковчег. Науковий збірник статей з церковної історії / ред. Ярослав Грицак, Борис Ґудзяк. Число 1. — Львів: Інститут історичних досліджень Львівського державного університету ім. І. Франка, Інститут історії Церкви, 1993. — 192 с.
- Грецький Схід, Київська митрополія і Флорентійський уряд. З англійської переклала У. Головач// Записки Наукового товариства ім. Шевченка. Т. CCXXVIII. Праці Історично-філософської секції. Львів, 1994. С. 48-64.
- Криза на християнському Сході: Царгородський патріархат під османським правлінням// Записки Наукового товариства ім. Шевченка. Т. CCXXXIII. Праці Історично-філософської секції. Львів, 1997. — С. 7-29.
- Царгородський патріарх Єремія ІІ, Утворення Московського патріархату та церковні реформи в українсько-білоруських землях кінця 80-х років XVI століття // Записки Наукового товариства ім. Шевченка. Т. CCXXXVIII. Праці Історично-філософської секції. Львів, 1999. — С. 7-45.
- Криза і реформа: Київська митрополія, Царгородський патріархат і генеза Берестейської унії / переклад Марії Габлевич, ред. Олега Турія. — Львів: Інститут Історії Церкви Львівської Богословської Академії, 2000. — 426 с.
- Інститут Історії Церкви Львівської Богословської Академії //Ковчег. Науковий збірник із церковної історії. — Львів, 2000. — Число 2. — С. 6-8.
- Керівництво Української Греко-Католицької Церкви під радянським режимом, 1946—1989: сучасні підходи вивчення релігійного підпілля. — 11 листопада 2002 р. — Институт изучения религи в странах СНГ и Балтии /  http://religion.gif.ru/ukr/gudzyaka.html
- Пострадянське церковне життя у незалежній Україні: емблематичні явища та виклики XXI століття // Od Kijowa do Rzymu. Z dziejów stosunków Rzeczypospolitej ze Stolica Apostolską i Ukrainą, pod red. M. R. Drozdowskiego, W. Walczaka i K. Wiszowatej-Walczak, Białystok 2012.
- Nie ma jednej historii // Znak. — 2012. — No. 688. — S. 13.

## Нагороди
- Орден «За інтелектуальну відвагу» (2005)
- Орден «За заслуги» III ступеня (2005)[8]
- Премія фундації Антоновичів (2006)
- Орден «За заслуги» II ступеня (2008)[9]
- Кавалер ордена Академічних пальм (нагорода Міністерства вищої освіти і науки Франції, 2008)[10]
- Нагорода «Люди Нового времени 2015» (2015)[11]
- Кавалер ордена Почесного легіону[12]
- Відзнака Президента України — ювілейна медаль «25 років незалежності України» (22 серпня 2016) — за вагомий особистий внесок у зміцнення міжнародного авторитету Української держави, популяризацію її історичної спадщини і сучасних надбань та з нагоди 25-ї річниці незалежності України[13]
- Нагорода ім. Яна Новака-Єзьоранського (2016)[14]
- Премія імені Василя Стуса (2018)[15]
- Хрест Івана Мазепи (Україна, 4 вересня 2023) — за вагомий особистий внесок у зміцнення міждержавного співробітництва, підтримку державного суверенітету та територіальної цілісності України, популяризацію Української держави у світі[16]

## Почесні звання
- Почесний громадянин Львова (з 5 травня 2007 року)[17],
- Доктор honoris causa Сиракузького університету (13 травня 2018)  — за його візію свободи та любов до людей, відважне лідерство у боротьби з тиранією та підтримку своїх студентів під час Революції Гідності 2013—2014 років[18].

## Статті. Інтерв'ю
- «Ми дуже нетерпеливі. Ми хочемо Нескафе: порошок, кип'яток — задоволення. А щодо поважних речей так просто не буває», 30 серпня 2012
- Історія одного отця. Як голова УКУ став авторитетом нації [Архівовано 11 квітня 2018 у Wayback Machine.]
- The Ukrainians — Борис Ґудзяк [Архівовано 10 квітня 2018 у Wayback Machine.]